# Esclavos del templo
Los esclavos del templo (en hebreo netinim) son aquellos que se ocupan de la limpieza y los servicios menos nobles en el Templo de Jerusalén según la Biblia. Estos personajes aparecen listados de los libros de Esdras y Nehemías. En libros anteriores, (Josué y Ezequiel) ya mencionan que se empleaban antes del exilio; a los de la tribu de Levi que no eran Cohen o los prisioneros de guerra para ocuparse de esas labores.

## Lista de esclavos del templo
Los nombres de los esclavos del templo y de los levitas que no eran Cohen  aportan nombres que indican su procedencia y escala social, y sólo dos familias remiten en su nombre a Dios: Reaias y Acub.

### Nombres típicos de esclavos
- Mejira, comprado.
- Jatifa, raptado.

### Nombres de origen extraño
- Asna.
- Barcos.
- Jarjur.
- Jarsá.
- Meunitas.
- Necoda.
- Nefusitas.
- Rasin.
- Sija.
- Sisara.

### Nombres de levitas derivados del aspecto físico
- Guidel, muy grande.
- Jasufa, costroso.
- Lebana, blanco de luna.
- Paseaj, jorobado.
- Queros, agachado lisiado.
- Uza, fuerza.

### Nombres de malos eventos
- Gajar, sequía.
- Gazam, langosta.
- Jagab, langosta.
- Jagaba, langosta.